# オージロ
オージロ（イタリア語: Osilo）は、イタリア共和国サルデーニャ自治州サッサリ県にある、人口約3,000人の基礎自治体（コムーネ）。

## 地理

### 位置・広がり

#### 隣接コムーネ
隣接するコムーネは以下の通り。
- カルジェーゲ
- コドロンジャーノス
- ムーロス
- ヌルヴィ
- プロアーゲ
- サッサリ
- センノリ
- テルグ